# Никола Козлево (община)
Община Никола Козлево е разположена в Североизточна България и е една от съставните общини на област Шумен.

## География

### Географско положение, граници, големина
Общината е разположена в североизточната част на област Шумен. С площта си от 264,335 km2 е 9-а, предпоследна по големина сред 10-те общините на областта, което съставлява 7,8% от територията на областта. Границите ѝ са следните:
- на юг – община Нови пазар;
- на запад – община Каолиново;
- на североизток – община Тервел, област Добрич;
- на югоизток – община Вълчи дол, област Варна;

### Природни ресурси

#### Релеф
Релефът на общината е хълмист, като територията ѝ попада в централните части на Източната Дунавска равнина.
Община Никола Козлево заема крайните източните части на Лудогорското плато и най-югозападните части на Добруджанското плато с надморска височина между 200 и 350 m. В най-южната част на общината, в землището на село Църквица попада северния стръмен склон на платото Стана. В него, на границата с община Нови пазар се намира най-високата точка на общината 418,9 m.
Минималната височина на община Никола Козлево се намира в североизточната ѝ част, на границата с община Тервел – 190 m н.в.

#### Води
В най-южната част на общината, северно от селата Крива река и Църквица преминава вододела между Дунавския водосборен басейн и Черноморския водосборен басейн. Основна водна артерия е Хърсовска река (десен приток на Канагьол, от басейна на Дунав). Хърсовска река извира на 397 m н.в., на 2,5 km северозападно от с. Хърсово. До село Пет могили протича на изток и североизток в широка долина, а след това се насочва на север, като долината ѝ става каньоновидна, дълбоко всечена в аптските и сарматски варовици и льосовата покривка на Лудогорието и Добруджа. След село Цани Гинчево коритото ѝ окончателно пресъхва и от там нататък, вече в община Тервел продължава като суходолие, в което епизодично има водоток.
В най-южната част на общината покрай селата Крива река и Църквица протича част от горното течение на Крива река (ляв приток на Провадийска река).

### Населени места
Общината се състои от 11 населени места. Списък на населените места, подредени по азбучен ред, население и площ на землищата им:
| Населено място | Пребр. на населението през 2021 г. | Площ на землището (в км2) | Забележка (старо име) | Населено място | Пребр. на населението през 2021 г. | Площ на землището (в км2) | Забележка (старо име)           |
| Векилски       | 52                                 | 14,957                    | Печели                | Пет могили     | 969                                | 41,660                    | Беш тепе                        |
| Вълнари        | 1308                               | 25,358                    | Софулар               | Ружица         | 254                                | 20,088                    | Гюллер                          |
| Каравелово     | 340                                | 19,414                    | Карагьозлер           | Хърсово        | 255                                | 23,401                    | Хърсовалу Пънаръ                |
| Красен дол     | 125                                | 28,611                    | Чанакчълар            | Цани Гинчево   | 279                                | 23,590                    | Кючюк Ахмед                     |
| Крива река     | 418                                | 16,751                    | Ейри Дере             | Църквица       | 590                                | 14,500                    | Килиседжик, Умурхан Килисаджък  |
| Никола Козлево | 672                                | 36,005                    | Дживел                | ОБЩО           | 5262                               | 264,335                   | няма населени места без землища |

## Административно-териториални промени
- МЗ № 2820/обн. 14.08.1934 г. – преименува с. Карагьозлер на с. Каравелово;

– преименува с. Чанакчие на с. Красен дол;
– преименува с. Дживел на с. Никола Козлево;
– преименува с. Беш тепе на с. Пет могили;
- МЗ № 3775/обн. 07.12.1934 г. – преименува с. Печелии на с. Векилски;

– преименува с. Софулар на с. Вълнари;
– преименува с. Гюллер на с. Ружица;
– преименува с. Кючук Ахмед на с. Цани Гинчево;
– преименува с. Клиседжик на с. Църквица;

## Население
Численост на населението според преброяванията през годините:
| Година на преброяване | Численост |
| 1934                  | 15 322    |
| 1946                  | 13 536    |
| 1956                  | 12 529    |
| 1965                  | 12 465    |
| 1975                  | 11 151    |
| 1985                  | 9 967     |
| 1992                  | 8 427     |
| 2001                  | 7 157     |
| 2011                  | 6 100     |
| 2021                  | 5 262     |

### Етнически състав
Преброяване на населението през 2011 г.
Численост и дял на етническите групи според преброяването на населението през 2011 г., по населени места (подредени по численост на населението):
| Населено място | Численост | Численост | Численост | Численост | Численост | Численост           | Численост     | Населено място | Дял (в %) | Дял (в %) | Дял (в %) | Дял (в %) | Дял (в %)           | Дял (в %)     |
| Населено място | Общо      | Българи   | Турци     | Цигани    | Други     | Не се самоопределят | Не отговорили | Населено място | Българи   | Турци     | Цигани    | Други     | Не се самоопределят | Не отговорили |
| Общо           | 6100      | 1299      | 2883      | 1176      | 115       | 199                 | 428           | 100,00         | 21,29     | 47,26     | 19,27     | 1,88      | 3,26                | 7,01          |
| -------------- | --------- | --------- | --------- | --------- | --------- | ------------------- | ------------- | -------------- | --------- | --------- | --------- | --------- | ------------------- | ------------- |
| Векилски       | 78        | 76        | 0         | 0         |           |                     | 0             | Векилски       | 97,43     | 0,00      | 0,00      |           |                     | 0,00          |
| Вълнари        | 1549      | 38        | 1120      | 75        | 0         | 176                 | 140           | Вълнари        | 2,45      | 72,30     | 4,84      | 0,00      | 11,36               | 9,03          |
| Каравелово     | 318       | 21        | 270       | 16        | 0         | 0                   | 11            | Каравелово     | 6,60      | 84,90     | 1,03      | 0,00      | 0,00                | 3,45          |
| Красен дол     | 131       | 130       | 0         | 0         |           |                     | 0             | Красен дол     | 99,23     | 0,00      | 0,00      |           |                     | 0,00          |
| Крива река     | 495       | 21        | 164       | 289       | 0         | 0                   | 21            | Крива река     | 4,24      | 33,13     | 58,38     | 0,00      | 0,00                | 4,24          |
| Никола Козлево | 802       | 349       | 61        | 95        | 67        | 5                   | 225           | Никола Козлево | 43,51     | 7,60      | 11,84     | 8,35      | 0,62                | 28,05         |
| Пет могили     | 1133      | 269       | 532       | 321       |           |                     | 3             | Пет могили     | 23,74     | 46,95     | 28,33     |           |                     | 0,26          |
| Ружица         | 315       | 14        | 299       | 0         | 2         | 0                   | 0             | Ружица         | 4,44      | 94,92     | 0,00      | 0,63      | 0,00                | 0,00          |
| Хърсово        | 307       | 88        | 214       |           |           |                     | 0             | Хърсово        | 28,66     | 69,70     |           |           |                     | 0,00          |
| Цани Гинчево   | 355       | 289       | 3         |           | 42        | 5                   | 16            | Цани Гинчево   | 81,40     | 0,84      |           | 11,83     | 1,40                | 4,50          |
| Църквица       | 617       | 4         | 220       | 378       | 0         | 3                   | 12            | Църквица       | 0,64      | 35,65     | 61,26     | 0,00      | 0,48                | 1,94          |

### Вероизповедания
Численост и дял на населението по вероизповедание според преброяването на населението през 2011 г.:
|                     | Численост | Дял (в %) |
| Общо                | 6 100     | 100,00    |
| Православие         | 1 391     | 22,80     |
| Католицизъм         | 7         | 0,11      |
| Протестантство      | 5         | 0,08      |
| Ислям               | 3715      | 60,90     |
| Друго               | 0         | 0,00      |
| Нямат               | 59        | 0,96      |
| Не се самоопределят | 360       | 5,90      |
| Непоказано          | 563       | 9,22      |

## Транспорт
През общината преминават изцяло частично 4 пътя от Републиканската пътна мрежа на България с обща дължина 46,7 km:
- участък от 5,5 km от Републикански път III-207 (от km 29,2 до km 34,7);
- участък от 20,8 km от Републикански път III-701 (от km 24,2 до km 45,0);
- целият участък от 12,4 km от Републикански път III-2073;
- последният участък от 8 km от Републикански път III-2075 (от km 9 до km 17,0).

## Топографска карта
- Лист от карта K-35-19. Мащаб: 1 : 100 000.